# Ormesberga
Ormesberga är kyrkby i Ormesberga socken i Växjö kommun i Kronobergs län belägen norr om Växjö. 
I byn ligger Ormesberga kyrka.